# Dorothea Wierer
Dorothea Wierer Corradini (pronunțat [doroˈtɛːa ˈviːrer korraˈdiːni]; n. 3 aprilie 1990, Brunico, Trentino-Tirolul de Sud, Italia) este o biatlonistă italiană, care concurează la Campionatul mondial de biatlon. A câștigat o medalie de bronz în ștafeta mixtă la Jocurile Olimpice de iarnă din 2014 de la Soci împreună cu Karin Oberhofer, Dominik Windisch și Lukas Hofer. La Jocurile Olimpice de iarnă din 2018 de la Pyeongchang, ea a câștigat din nou medalia de bronz în ștafeta mixtă cu Lisa Vittozzi, Lukas Hofer și Dominik Windisch.
Prima sa medalie la Campionatul mondial de biatlon a obținut-o în 2013 la Nové Město na Moravě, când a luat locul trei în ștafeta feminină, împreună cu Nicole Gontier, Michela Ponza și Karin Oberhofer. Aceasta a fost prima medalie câștigată de echipa feminină italiană la Campionatele mondiale de biatlon. La Campionatul din 2019 de la Östersund a câștigat medalia de aur la start în bloc 12,5 km, de asemenea o performanță în premieră pentru biatlonistele italiene. În prezent are la activ un total de 10 medalii, dintre care 3 de aur, 4 de argint și 3 de bronz.
La începutul sezonului 2015-2016 din Östersund, Wierer a înregistrat prima victorie din cariera sa în Cupa mondială de biatlon. Către 1 decembrie 2019, Wierer urcase pe podium de 29 de ori, cu opt victorii. De asemenea, a ajuns pe podium în douăzeci de ștafete, cu cinci victorii. Ea a obținut punctajul maxim la Cupa mondială de biatlon 2018-2019, fiind primul sportiv italian (inclusiv bărbați) care a obținut această performanță. La 14 martie 2020 a devenit pentru a doua oară consecutiv câștigătoare a Globului de Cristal, terminând pe primul loc în Cupa mondială de biatlon 2019-2020.
În februarie 2019, Dorothea Wierer a devenit cel de-al treilea biatlonist din istorie (după francezii Martin Fourcade și Marie Dorin Habert) care a obținut câte o victorie în toate disciplinele de biatlon (individual, sprint, urmărire, start în bloc, ștafetă feminină/masculină, ștafetă mixtă și ștafetă mixtă în pereche). În același an, a fost distinsă cu Colanul de aur pentru merit în sport de Comitetul Olimpic Național al Italiei.